# Dipartimento di Tehuelches
Tehuelches è un dipartimento argentino, situato nella parte occidentale della provincia del Chubut, con capoluogo José de San Martín.

## Geografia fisica
Esso confina a nord con il dipartimento di Languiñeo, a est con quello di Paso de Indios, a sud con quello di Río Senguer, e ad ovest con la repubblica del Cile.
Il dipartimento fa parte della comarca del Río Senguer-golfo San Jorge.

## Società

### Evoluzione demografica
Secondo il censimento del 2010, su un territorio di 14.750 km², la popolazione ammontava a 5.390 abitanti, con un aumento demografico del 4,5% rispetto al censimento del 2001.
Abitanti censiti

## Amministrazione
Nel 2001 il dipartimento comprendeva:
- 3 comuni (municipios) di seconda categoria: Gobernador Costa, José de San Martín e Río Pico.